# إدغار ر. أستون
إدغار ر. أستون (بالإنجليزية: Edgar R. Aston)‏ هو عسكري أمريكي، ولد في 1847 في نيو ريتشموند في الولايات المتحدة، وتوفي في 14 أبريل 1932 في سينسيناتي في الولايات المتحدة.